# Trivellato (azienda)

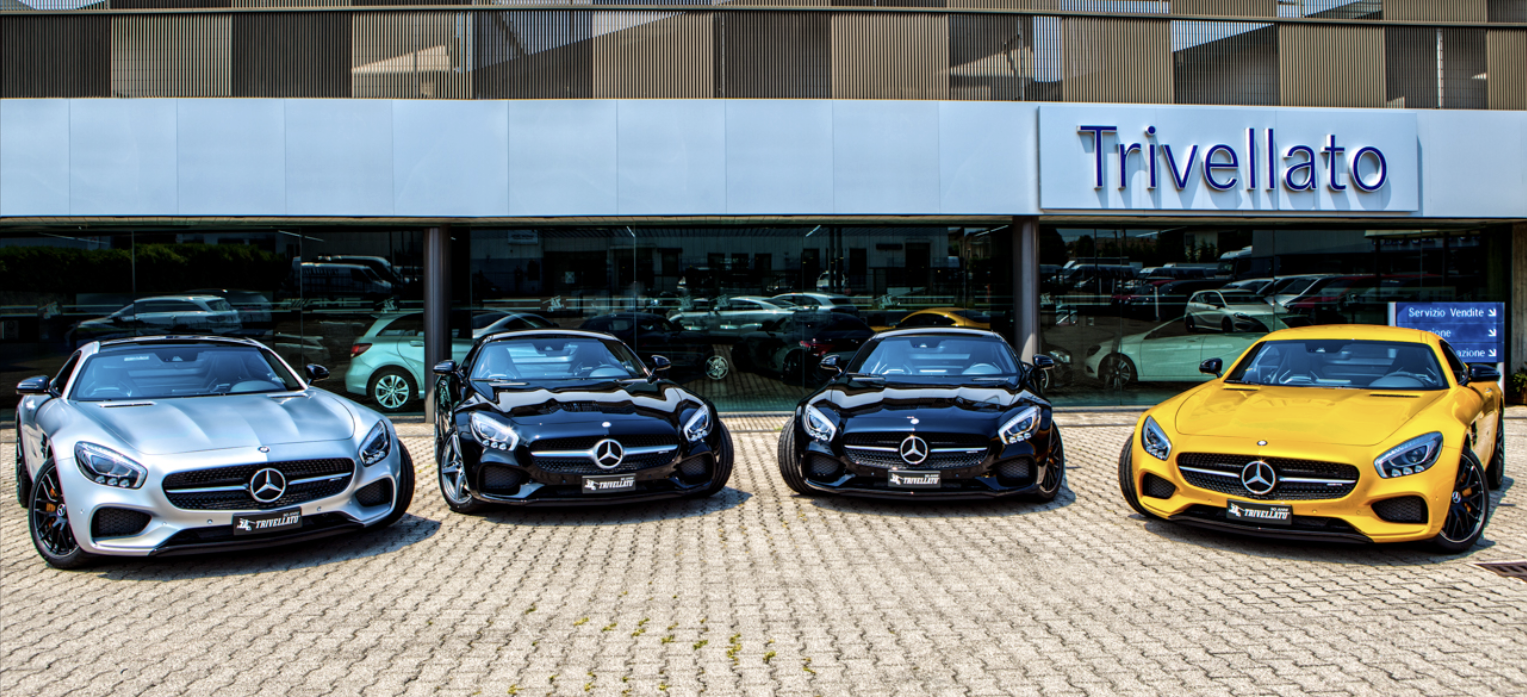
Trivellato S.p.A. Vicenza - sede Torri di Quartesolo

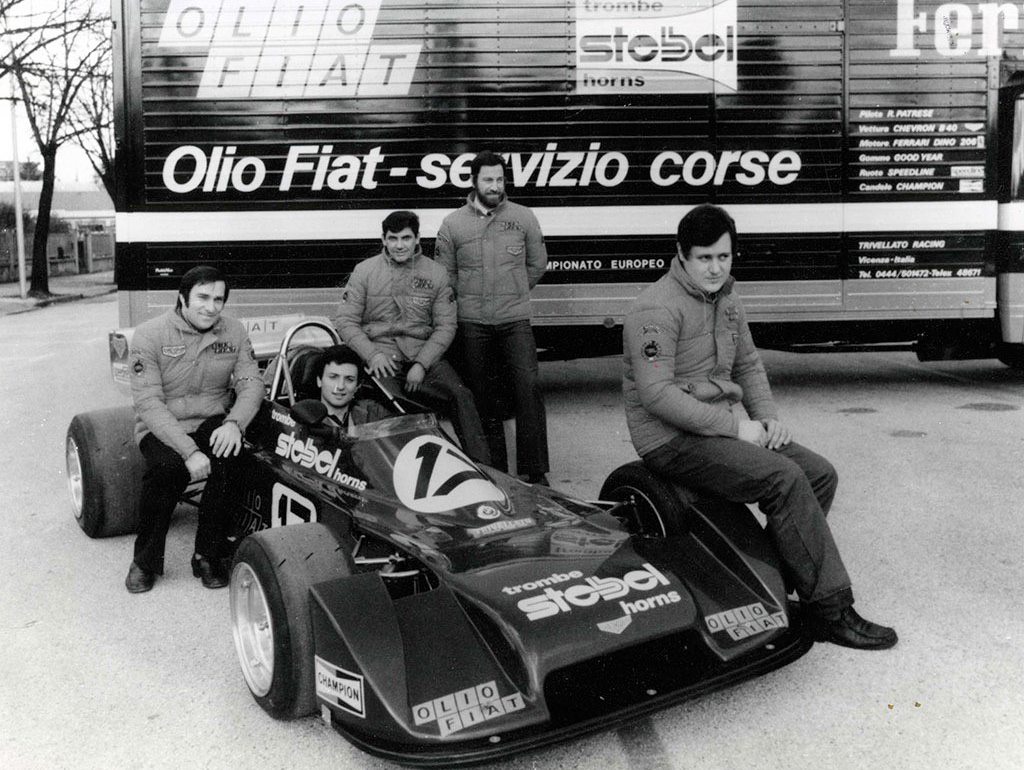
Trivellato Racing Team

Trivellato S.p.A. è un'azienda vicentina operante nel settore automotive dal 1922. Nel 1996 Trivellato lanciato il Vicenza Jazz - New Conversations.

## Storia
Nel 1922, Trivellato apre un garage specializzato nella riparazione di motocicli. Nel 1958, l'azienda diventa Commissionaria Mercedes-Benz a Vicenza. Nel 1963 Trivellato diventa Concessionaria Ufficiale Mercedes-Benz. Nel 1961 Jacopo e Francesco, figli di Giuseppe Trivellato, decidono di creare una propria squadra corse, la Trivellato Racing.
Nel 1971 Trivellato Racing debutta nella Challenge Europa Turismo, preparando alcune vetture per la Scuderia Filipinetti. Nel 1976, Trivellato ingaggiò Ricardo Patrese per gareggiare in Formula 3 nei campionati italiano ed europeo. Patrese vinse le gare di Zandvoort, Pergusa, Monza, Kassel-Calden e Magione, conquistando i titoli nazionale e continentale. A fine anno, la rivista Autosprint gli assegnò il prestigioso Casco d'Oro.
Nel 1981 Trivellato Racing torna alle serie principali, con la Dallara Formula 3. Il 1989 fu l'ultima stagione attiva della Trivellato Racing, che si presentò in Formula 3 con il pilota Luca Badoer.
Nel 1996 Luca Trivellato ha ideato e lanciato il Vicenza Jazz - New Conversations. Nel 1999, Trivellato diventa la prima azienda automobilistica in Italia a creare un sito web dedicato alla vendita di auto online. Nel 2020 l'azienda torna alle corse. La Trivellato Racing collaborò con la Villorba Corse portando in pista due Mercedes AMG GT4, con le quali i piloti Andrea Belicchi e Jodi Vullo parteciparono al Campionato Italiano Gran Turismo Sprint.